# Schistidium singarense
Schistidium singarense là một loài Rêu trong họ Grimmiaceae. Loài này được (Schiffner) Lazarenko mô tả khoa học đầu tiên năm 1938.